# Diada de Sant Fèlix 2015
La diada castellera de Sant Fèlix del 2015 tingué lloc el diumenge 30 d'agost del 2015 a la plaça de la Vila de Vilafranca del Penedès. Les quatre colles participants van ser els Castellers de Vilafranca, la Colla Joves Xiquets de Valls, la Colla Vella dels Xiquets de Valls i els Minyons de Terrassa.
La Colla Vella dels Xiquets de Valls va fer l'actuació amb més alta puntuació de la jornada, i fins aquell moment, la millor de la història de la colla. El seu 4 de 9 sense folre fou el primer que descarregava des de la refundació moderna de la colla. La segona millor actuació va ser la dels Castellers de Vilafranca, que des de Diada de Sant Fèlix 2009 no baixaven del primer lloc. Minyons de Terrassa aconseguiren el castell més valuós de la jornada, el 3 de 10 amb folre i manilles descarregat, així com la millor diada de la història de la colla fins al moment.
Com a canvi al format respecte l'edició anterior convé esmentar que es modificà l'entrada a plaça de les colles per agilitzar l'inici de la diada. En comptes d'entrar totes des del mateix lloc, s'habilitaren dos punts d'entrada amb els pilars caminant, des del carrer de Santa Maria i del carrer de la Cort, de manera que només dues colles entraren des de cadascun d'aquests dos punts.

## Elecció de les colles
El 22 de febrer de 2015 els administradors de la Festa Major van decidir les colles que prendrien part en l'edició del 2015. La novetat més destacable respecte l'edició anterior fou que es tornaven a convidar els Minyons de Terrassa en substitució de la Colla Jove Xiquets de Tarragona. D'aquesta manera es tornava al cartell anomenat tradicional de les quatre colles que van assolir en primer lloc els castells de gamma extra, i que havia estat el més habitual durant els vint anys anteriors. Minyons de Terrassa podien tornar a participar en la Festa Major de Vilafranca del Penedès, que abans de 2014 no s'havien perdut mai des de 1983. Malgrat que els administradors havien estudiat també la possibilitat de fer una diada amb cinc colles, es va descartar aquesta opció per les dificultats que plantejava a nivell de seguretat i de logística.

## Sorteig d'ordre d'actuació
El 18 d'agost del 2015 va celebrar-se, per tercer any consecutiu, el sorteig per decidir l'ordre d'actuació de les quatre colles a la diada de Sant Fèlix. L'acte va tenir lloc a l'auditori del Museu de les Cultures del Vi de Catalunya de Vilafranca del Penedès i va comptar amb la participació dels administradors de la Festa Major de Vilafranca del Penedès i els caps de colla de les formacions que hi participarien: Pere Almirall dels Castellers de Vilafranca, Manel Urbano de la Colla Vella dels Xiquets de Valls, Guillem Comas dels Minyons de Terrassa i Jaume Galofré de la Colla Joves Xiquets de Valls.
La Colla Joves Xiquets de Valls fou la primera a sortir, però van decidir actuar en segona posició. Tot seguit sortí la Colla Vella dels Xiquets de Valls, que decidí obrir la diada. Els Minyons de Terrassa van sortir en tercera posició i decidiren actuar tercers, mentre els Castellers de Vilafranca s'hagueren d'acontentar a tancar la diada.

## Resultats
| Resultat              |
| --------------------- |
| Descarregat (D)       |
| Carregat (C)          |
| Intent (I)            |
| Intent desmuntat (ID) |

Llegenda: f: amb folre, fm: amb folre i manilles, fa: amb folre i l'agulla o el pilar al mig, sf: sense folre
| Ordre | Colla                             | 1a ronda | 2a ronda    | 3a ronda   | Repetició | Pilars de mèrit |
| ----- | --------------------------------- | -------- | ----------- | ---------- | --------- | --------------- |
| 1rs   | Colla Vella dels Xiquets de Valls | 4de9fa   | 3de10fm(i)  | 4de9sf     | 2de8sf(c) | P8fm            |
| 2ns   | Colla Joves Xiquets de Valls      | 3de9f    | 2de9fm(c)   | 5de9f(id)  | 4de9f(c)  | —               |
| 3rs   | Minyons de Terrassa               | 3de10fm  | 5de9f       | 2de9fm     | —         | P8fm(c)         |
| 4ts   | Castellers de Vilafranca          | 3de9fa   | 3de10fm(id) | 3de10fm(c) | 2de8sf(c) | P8fm            |

## Estadística
Es van fer 18 intents de castells i pilars de mèrit entre les 4 colles i es van provar 10 construccions diferents que, en ordre de dificultat creixent, anaven des del 4 de 9 amb folre al 3 de 10 amb folre i manilles. De les 18 temptatives que es van fer, es van descarregar 9 castells i se'n van carregar 6 més. D'aquests 15 castells assolits, 13 van ser de gamma extra.

### Per castell
La següent taula mostra l'estadística dels castells que es van intentar a la diada. Els castells apareixen ordenats, de major a menor dificultat, segons la taula de puntuacions del concurs de castells del 2014.
| Núm.        | Castell                                  | Descarregat | Carregat | Intent | Intent desmuntat | Total |
| ----------- | ---------------------------------------- | ----------- | -------- | ------ | ---------------- | ----- |
| 1           | 3 de 10 amb folre i manilles (3de10fm)   | 1           | 1        | 1      | 1                | 4     |
| 2           | 2 de 8 sense folre (2de8sf)              | —           | 2        | —      | —                | 2     |
| 3           | 4 de 9 sense folre (4de9sf)              | 1           | —        | —      | —                | 1     |
| 4           | 3 de 9 amb folre i l'agulla (3de9fa)     | 1           | —        | —      | —                | 1     |
| 5           | 4 de 9 amb folre i l'agulla (4de9fa)     | 1           | —        | —      | —                | 1     |
| 6           | 5 de 9 amb folre (5de9f)                 | 1           | —        | —      | 1                | 2     |
| 7           | Pilar de 8 amb folre i manilles (Pde8fm) | 2           | 1        | —      | —                | 3     |
| 8           | 2 de 9 amb folre i manilles (2de9fm)     | 1           | 1        | —      | —                | 2     |
| 9           | 3 de 9 amb folre (3de9f)                 | 1           | —        | —      | —                | 1     |
| 10          | 4 de 9 amb folre (4de9f)                 | —           | 1        | —      | —                | 1     |
| Total       | Total                                    | 9           | 6        | 1      | 2                | 18    |
| Percentatge | Percentatge                              | 50,0%       | 33,3%    | 5,6%   | 11,1%            | 100%  |

### Per colla
La següent taula mostra els castells intentats per cadascuna de les colles amb relació a la dificultat que tenen, ordenats de major a menor dificultat.
| Colla                             | 3de10fm | 2de8sf | 4de9sf | 3de9fa | 4de9fa | 5de9f | Pde8fm | 2de9fm | 3de9f | 4de9f |
| --------------------------------- | ------- | ------ | ------ | ------ | ------ | ----- | ------ | ------ | ----- | ----- |
| Minyons de Terrassa               | d       |        |        |        |        | d     | c      | d      |       |       |
| Castellers de Vilafranca          | id, c   | c      |        | d      |        |       | d      |        |       |       |
| Colla Vella dels Xiquets de Valls | i       | c      | d      |        | d      |       | d      |        |       |       |
| Colla Joves Xiquets de Valls      |         |        |        |        |        | id    |        | c      | d     | c     |